# Poroszló
Poroszló là một thị trấn thuộc hạt Heves, Hungary. Thị trấn này có diện tích 109,04 km², dân số năm 2010 là 2742 người, mật độ 25 người/km².